# Embalse Convento Viejo
El embalse Convento Viejo es un embalse chileno que se ubica a 83 km al sur de Rancagua y a una distancia de 12 km de Chimbarongo, en la Región de O'Higgins. Posee aproximadamente 237 millones de metros cúbicos, e incluye una red de canales de conducción y distribución de agua que permiten regar 30.000 hectáreas. Esta obra sirve principalmente al valle de Chimbarongo (18.000 há), y a la hoya de Nilahue-Lolol-Pumanque (19.000 há) el cual es regado con aguas provenientes del estero Chimbarongo y el canal Teno-Chimbarongo.

## Historia
La edificación del embalse se remonta a 1972, cuando se inició la construcción de un sistema integral que regaría una 50.000 ha nuevas y mejoraría la seguridad de riego de otras 40.000 ha. Sin embargo, tal proyecto fue abandonado hacia 1973, cuando se tenía un avance en obras (llevado a valores actuales) de unos 42,5 millones de dólares. De ahí nació la idea de realizar un estudio para evaluar la posibilidad de aprovechar lo construido, que resultara rentable y que permitiera aumentar la seguridad de riego en el área de influencia del estero Chimbarongo.
Posteriormente desde el año 2005 hasta el 2008 se llevó a cabo una ampliación del embalse. La zona de inundación creció de 700 a cerca de 3.000 hectáreas, y la superficie beneficiada aumentará a 65 mil hectáreas. Para ello se requiere, en una tercera fase, crear una red de riego de cerca de 300 km de nuevos canales. El proyecto dispone de abundantes recursos hídricos y se localiza en una de las mejores zonas agroclimáticas del país.

## Represa
Actualmente, la represa principal es del tipo presa de tierra, es decir, consiste en un muro de tierra zonificada, con un núcleo impermeable de arcilla de 32 m de altura y 675 m de longitud de coronamiento, mientras que la presa auxiliar de hormigón convencional tiene 23 m de altura y 187 m de longitud de coronamiento.
El complejo incluye una red de canales de conducción y distribución de agua que permiten el mejoramiento de riego con una seguridad de hasta un 85% en el valle de Chimbarongo y la puesta en riego del valle de secano que corresponde a Lolol, Nilahue y Pumanque.

## Hidrología
Esta obra embalsa y regula las aguas del estero Chimbarongo y del canal Teno-Chimbarongo. Tiene una superficie de 30 km² que puede contener hasta aproximadamente 237 hm³.

## Situación hídrica en 2018-19
| Volumen almacenado Embalse Convento Viejo                        |                                                                  |
| ---------------------------------------------------------------- | ---------------------------------------------------------------- |
| Gráfico no disponible temporalmente debido a problemas técnicos. |                                                                  |
| Volumen promedio histórico Contenido 2018-19                     |                                                                  |
|                                                                  | Gráfico no disponible temporalmente debido a problemas técnicos. |

En los últimos 12 meses el volumen almacenado ha variado en torno al promedio histórico de 168 hm³.